# Mosteiro (Guntín)
Mosteiro (llamada oficialmente Santa María de Mosteiro) es una parroquia y una aldea española del municipio de Guntín, en la provincia de Lugo, Galicia.

## Organización territorial
La parroquia está formada por siete entidades de población:
- Barrio (O Barrio)
- Corredoira (A Corredoira)
- Mosteiro
- Outeiro
- Vigo (Vigo de Mosteiro)
- Vilar
- Xubín

## Demografía

### Parroquia
| Gráfica de evolución demográfica de Mosteiro (parroquia) entre 2000 y 2020 |
|                                                                            |
| Datos según el nomenclátor publicado por el INE.                           |

### Aldea
| Gráfica de evolución demográfica de Mosteiro (aldea) entre 2000 y 2020 |
|                                                                        |
| Datos según el nomenclátor publicado por el INE.                       |